# İslam Abbasov
İslam Əzim oğlu Abbasov (ur. 24 marca 1996 roku) – azerski zapaśnik walczący w stylu klasycznym. Olimpijczyk z Tokio 2020, gdzie zajął trzynaste miejsce w kategorii 87 kg
Piąty na mistrzostwach świata w 2017, 2018 i 2023 roku. 
Wicemistrz Europy w 2019; trzeci w 2020, 2022 i 2025; piąty w 2018 i 2024. Srebrny medalista igrzysk europejskich w 2019. Wygrał Igrzyska Solidarności Islamskiej w 2017. Wicemistrz świata wojskowych w 2016 i trzeci w 2017 i 2018.
Czternasty w indywidualnym Pucharze Świata w 2020. Pierwszy w Pucharze Świata w 2015; drugi w 2017 i szósty w 2016. M
Trzeci na MŚ U-23 w 2017 i 2018. Mistrz Europy U-23 w 2018 i trzeci w 
2015. Mistrz świata juniorów w 2014 i drugi w 2015. Pierwszy na ME juniorów 2014, 2015 i 2016 roku.